# Новосілківська сільська рада (Потіївський район)
Новосілківська сільська рада — колишня адміністративно-територіальна одиниця та орган місцевого самоврядування у Потіївському районі Малинської і Волинської округ, Київської та Житомирської областей Української РСР з адміністративним центром у селі Новосілка.

## Населені пункти
Сільській раді на час ліквідації були підпорядковані населені пункти:
- с. Новосілка

## Населення
Кількість населення ради, станом на 1931 рік, становила 562 особи.

## Історія та адміністративний устрій
Створена 1923 року в с. Новосілка Облітківської волості Радомисльського повіту Київської губернії. 16 січня 1923 року до складу ради приєднано села Клен та Стара Буда ліквідованих Кленівської та Старобудської сільської ради. 7 березня 1923 року увійшла до складу новоствореного Потіївського району Малинської округи. Ліквідована 10 вересня 1924 року, територію та населені пункти включено до складу Новобудської сільської ради Потіївського району. Відновлена 23 травня 1928 року, як російська національна сільська рада, в с. Новосілка Новобудянської сільської ради Потіївського району.
Станом на 1 вересня 1946 року сільська рада входила до складу Потіївського району Житомирської області, на обліку в раді перебувало с. Новосілка.
Ліквідована 11 серпня 1954 року, відповідно до указу Президії Верховної ради Української РСР «Про укрупнення сільських рад по Житомирській області», територію та населені пункти ради приєднано до складу Новобудської сільської ради Потіївського району Житомирської області.